# Библиотека „Вук Караџић” Пријепоље
Библиотека „Вук Караџић“ је јавна библиотека и најстарија установа из области културе у Пријепољу намењена најширој јавности. Налази се у центру града, у згради Дома културе. У њеном саставу је огранак Месна библиотека „Стеван Томовић“ у Бродареву и Мобилни информациони и комуникациони центар Инфобус (МИКЦ Инфобус).
Фонд библиотеке броји око 120.000 јединица грађе. Годишње пружа услуге за око 4.500 корисника.
Успешан рад библиотеке потврђен је бројним признањима – 1984. године проглашена је за најбољу библиотеку на подручју Међурепубличке заједнице; 1990. године припала јој је награда „Ослобођење Пријепоља“; 2001. године Заједница библиотека Србије доделила јој је највеће признање у области библиотекарства, награду „Милорад Панић Суреп“. Носилац је плакете за веб презентације Библиотеке и Инфобуса (2008) и награде за најбољу веб библиотеку у 2017. години.
Од 2008. године пуноправни је члан система COBISS.RS.

## Историја
Према до сада познатим изворима Библиотека је, као институција коју установљава државни орган, основана 1948. године. Док се у званичним документима прве деценије њеног постојања наводе различити називи - Народна књижница и читаоница (1948),  Градска читаоница Пријепоље (1949), Градска народна књижница и читаоница „Вук Караџић“ (1953), грађани су је углавном називали једноставно - Читаоница.
По оснивању Библиотека углавном почива на волонтерском раду књижничара из редова гимназијалаца, просветних и културних радника који примењују знања стечена на библиотекарским курсевима. Првог стално запосленог радника књижница је добила 1954. године. У релативно лошим условима и са малим бројем књига Библиотека је радила у неподесним и привременим смештајима – приватним кућама и угоститељским објектима. Трајнији смештај налази у кафани Јевта Ракетића на Сарач потоку (данас Шах клуб „Прико“), где ради од 1953. до 1973. године кад је пресељена у приземље стамбене зграде иза старог Биоскопа (данас Општинска управа - Одсек за друштвену бригу о деци).
Године 1961. Општинско веће одредило је Градску народну књижницу и читаоницу „Вук Караџић“ за матичну библиотеку за подручје општине Пријепоље. Исте године Библиотека је добила првог стручног радника. Шездесетих и седамдесетих година са променљивим успехом ради се на успостављању матичности. Настоји се да се у месним и школским библиотекама обучи кадар за вођење стручних библиотечких послова. Званични назив Матична библиотека „Вук Караџић“ задржао се све до 2013. године када је он промењен у Библиотека „Вук Караџић“.
Са пресељењем у новоизграђени Дом револуције (сада Дом културе) 1981. године и кадровским оснаживањем у наредне две деценије стекли су се бољи услови за афирмацију библиотеке као образовног и културног средишта. У делатности библиотеке издвајају се разноврсни културни, образовни и информативни програми – предавања, изложбе, књижевне вечери, конкурси, такмичења, научни и стручни програми. Покренута је и издавачка делатност. Прате се у примењују савремена достигнућа на пољу библиотечке делатности. Средином деведесетих Библиотека међу првима у Србији уводи аутоматизовано пословање и електронски католог БИБЛИО у своју праксу.
Од 2000. године до данас библиотека се снажније модернизује – простор је функционално дограђен, улажу се значајнија средства за куповину књига, опрему, уводе се нове информационе технологије. Истовремено, проширује своје подручје деловања на приградска и сеоска насеља захваљујући савременом Мобилном информационом и комуникационом центару Инфобус (МИКЦ Инфобус) који почиње са радом 2003. године.

## Одељења и огранци Библиотеке
- Позајмно одељење (Позајмно одељење за одрасле кориснике са читаоницом за новине и часописе - Опште одељење);
- Одељење стручне књиге са читаоницом
- Дечије одељење (Позајмно одељење за децу до 15 година са читаоницом)
- Завичајно одељење (Одељење завичајних, посебних фондова и периодике са читаоницом)
- Месна библиотека „Стеван Томовић“ у Бродареву
- Мобилни информациони и комуникациони центар Инфобус
- Неуропсихијатријско одељење болнице Чаир[2]

## Дигитална библиотека завичаја
Дигитална библиотека завичаја настала је са циљем да се омогући што шира доступност писаном и на други начин ствараном културном наслеђу Пријепоља и околине. Формирана је 2017. и 2018. године, а чине је колекције књига, новина и часописа, рукописа, фото-грађе. Броји преко 1400 дигиталних објеката.
Нарочита пажња поклоњена је штампи која је значајан и аутентичан извор информација о овом крају – дигитализовани су бројеви листа Санџак (1932-1935), Рашка (1935-1936), Нови Санџак (1937-1938), листа Полимље / Глас Полимља (1952-).
Колекција књига садржи монографске публикације из свих области и периода везаних за пријепољски крај и шири простор, као и публикације аутора ширег завичајног простора.
Као куриозитет међу рукописном грађом издваја се оставштина Владислава Веселиновића Тмуше, те Велики народни Типар 1895, сатирично-хумористички лист који је излазио у Пљевљима.